# Megiddo
För EP:n av Satyricon, se Megiddo (musikalbum).

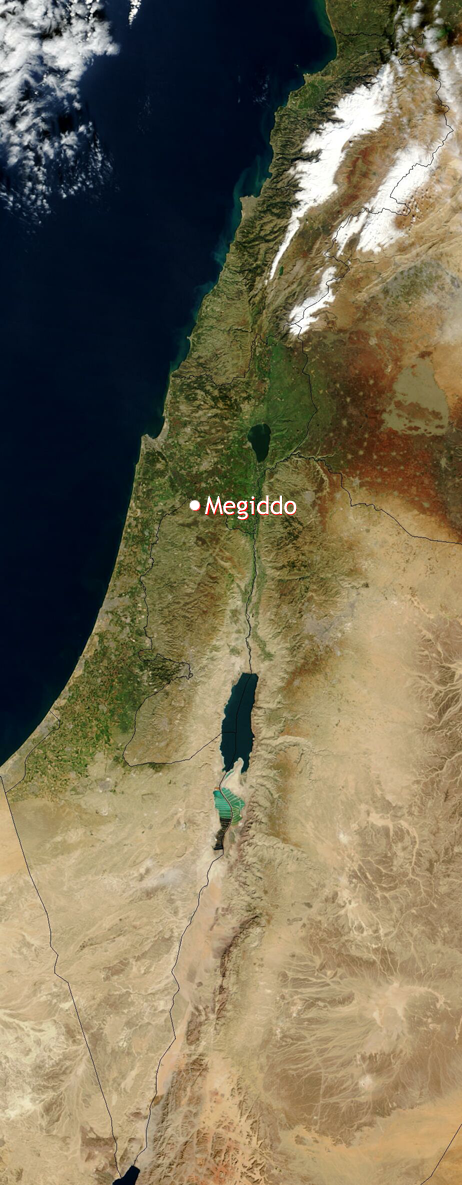
Megiddo i Israel

Megiddo var en forntida stad i sydvästra delen av Jezreelslätten i nuvarande norra Israel. Den hade stor betydelse genom sitt läge vid karavanvägen från Egypten till Damaskus. Megiddo var bebodd fram till 500 f.Kr. Staden är bland annat omnämnd i Bibeln.
Slättlandet kring staden kallas även "Megiddos slätt" och har identifierats som Bibelns Harmagedon och som har kommit att stå som symbol för jordens undergång. Från äldsta tider låg Megiddo vid den viktigaste vägen i Mellanöstern, Via Maris, den gamla kustvägen som förband Egypten med Damaskus och Orienten och som gick rakt genom dalen där Megiddo låg på en plats där flera viktiga militära vägar och transportleder möttes. Redan under tredje årtusendet f.Kr. var Megiddo en befäst stad med väldiga murar och många riken har sedan dess härskat över området på grund av dess viktiga strategiska läge.
Omkring 1450 f.Kr. slog den egyptiske faraon Thutmosis III kananéerna på slätten vid Megiddo. Den kananeiske kungen blev här enligt Bibeln besegrad av israeliterna och staden blev sedan befäst av kung Salomo. Här utkämpades flera av israeliternas viktigaste strider och slätten har sedan dess utgjort skådeplatsen för flera andra våldsamma och betydelsefulla slag.
Sedan i början av 1900-talet har rester av Megiddo grävts fram vid kullen Tell el-Mutesellim varvid flera olika kulturlager har påträffats. I dag markerar en ruinhög platsen där den gamla staden låg och denna upptogs 2005 i Unescos världsarvslista.
Staden har varit föremål för arkeologiska utgrävningar, första gången 1903–1905 som återupptogs 1925 fram till 1939. Sedan 1960-talet pågår fortsatta undersökningar av ruinhögen. Arkeologerna har bland annat bragt i dagen en kanaaneisk stad med gator och tempel, en egyptisk fästning och mycket annan bebyggelse, t.ex. tjugo(!) städer byggda ovanpå varandra. Stadens olika tidsåldrar ligger i lager på lager och utgör bokstavligen ett berg av begravda städer. I dagsläget (år 2013) pågår grävningar under ledning av den israelitiske arkeologiprofessorn Israel Finkelstein.
Höjden är ett av de bästa exemplen i Levanten av väl utarbetade underjordiska vattenuppsamlingssystem från järnåldern, gjorda för att räcka till för tätbefolkade samhällen. Spåren av konstruktion över årtusendena visar på förekomsten av en centraliserad myndighet, fruktbart jordbruk och kontroll av viktiga handelsvägar.